# Gennaro Rubino
Pour les articles homonymes, voir Rubino (homonymie).

Gennaro Rubino est un anarchiste italien né le 23 novembre 1859 à Bitonto dans les Pouilles et mort le 14 mars 1918 à Louvain, connu pour avoir tenté d'assassiner Léopold II à Bruxelles le 15 novembre 1902.

## Biographie
Gennaro Rubino est issu d'un milieu pauvre. Sa mère meurt alors qu'il n'a que onze mois, tandis que son père forgeron n'a ni le temps ni l'argent de s'occuper de son éducation. Il découvre pendant sa jeunesse les écrits de Karl Marx et Friedrich Engels, et développe dès lors des idées socialistes. Il s'engage dans l'armée en 1878, mais cette institution ne lui convient pas et il est condamné à cinq ans de prison en 1884 en raison de ses écrits subversifs et antimonarchistes,.
Après sa libération, il trouve un emploi de comptable à Bitonto, mais est condamné à quatre ans de prison pour des faux en écriture. Après avoir purgé sa peine, il se rend à Milan où il est arrêté et de nouveau condamné lors d'une manifestation contre une augmentation du prix du pain. C'est lors de ces séjours en prison qu'un de ses camarades de cellule, un anarchiste condamné pour un attentat à la bombe, le familiarise avec les idées du socialisme utopique et de l'anarchisme.
Il fuit ensuite en Écosse, sans y trouver de travail, avant de se rendre à Londres. Là, il rencontre d'autres exilés et anarchistes. Sans emploi, et poussé par le besoin financier, il accepte d'être recruté par l'ambassade d'Italie pour infiltrer les milieux anarchistes. Muni de fonds fourni par l'ambassade, il projette d'ouvrir une imprimerie dans la banlieue de Londres. Le projet est accepté par Malatesta, Louise Michel et Pierre Kropotkine.  Mais l'objectif non avoué est bien entendu de mieux contrôler la diffusion de la propagande anarchiste. N'ayant aucune compétence dans le domaine de l'impression, il propose à l'anarchiste Sante Ferrini, typographe, de travailler avec lui. Il est cependant vite repéré, puis démasqué lors d'une assemblée organisée par Malatesta au cercle anarchiste de Charlott Street. Les autres anarchistes le considèrent dès lors comme un traître. Souhaitant se racheter, il envisage dans un premier temps d'assassiner Édouard VII, mais son choix se porte ensuite sur Léopold II.

## Attentat
Gennaro Rubino se rend en Belgique où il espère déclencher une révolution prolétarienne en assassinant le Roi, qui est peu populaire à la suite de la grève générale de 1893 liée au refus du suffrage universel. Il arrive à Bruxelles à la fin octobre 1902. Il y loue une chambre proche de la rue du Marché aux Herbes, et commence à explorer la ville. Il achète des cartes postales représentant le Roi afin d'être en mesure de l'identifier. Il prévoit son attentat pour le 15 novembre dès qu'il apprend l'existence de la Fête du Roi.

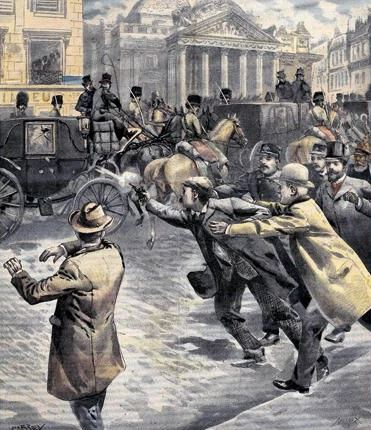
Gennaro Rubino tirant sur le cortège royal (dessin de Paul Carrey).

Le 15 novembre, jour de la Saint-Léopold, a lieu la Fête du Roi, pendant laquelle le nombre important de spectateurs gêne Gennaro Rubino. De plus, son arme reste coincée dans la doublure de sa veste. Lorsqu'il est en mesure de l'utiliser, les voitures de Léopold II et des princesses Clémentine et Élisabeth sont déjà passées. Il tire à deux ou trois reprises sur la troisième voiture, croyant viser Léopold II, mais en réalité c'est le maréchal de la cour John d'Oultremont qu'il ne parvient d'ailleurs pas à atteindre. Son geste ne cause aucune victime. Rubino est rapidement maîtrisé par la foule. Il est ensuite condamné à perpétuité le 9 avril 1903, et finit sa vie à la prison de Louvain,, où il meurt de la grippe espagnole en mars 1918.
Son acte est accueilli avec circonspection par les milieux anarchistes : au vu du passé de Rubino, il est soupçonné d'avoir délibérément raté l'attentat afin de justifier la répression anti-anarchiste qui s'ensuit.